# Neuss Hauptbahnhof
Neuss Hauptbahnhof vasútállomás Németországban, Neussben. A német vasútállomás-kategóriák közül a második csoportba tartozik.

## Vasútvonalak
Az állomást az alábbi vasútvonalak érintik:
- Aachen–Kassel-vasútvonal

## Kapcsolódó állomások
A vasútállomáshoz az alábbi állomások vannak a legközelebb:
- Büttgen station (Mönchengladbach Hauptbahnhof, S8)
- Meerbusch-Osterath station
- Neuss Am Kaiser station (Wuppertal Hauptbahnhof, Hagen Hauptbahnhof, Düsseldorf Airport Terminal station, S28, S8, S11)
- Kaarst IKEA station (Kaarster See station, S28)
- Neuss Süd station (Bergisch Gladbach station, S11)